# ペーパーチェイス
『ペーパーチェイス』（原題：The Paper Chase）は、1973年制作のアメリカ合衆国の映画。ハーバード・ロー・スクールのエリート学生たちが勉学に励む姿を描く青春映画。ジェームズ・ブリッジス監督。のちにテレビシリーズ化された（en:The Paper Chase (TV series)）。

## あらすじ
アメリカを代表する名門ハーバード・ロー・スクールに通うハートは、優秀な成績で卒業してバラ色の出世コースを歩むため、級友のフォードやケヴィンと共に日夜勉学に励んでいた。そんな彼の最大の難関は、冷厳な主任教授のキングスフィールドであった。
そんなある夜、ハートは大学から帰る途中、スーザンという娘から声をかけられた。誰かにつけられているという彼女を家まで送り届けて以来、ハートは「勉学のためには恋愛はいらない」という学友たちの忠告も聞き入れず、急速に彼女と親しくなっていく。
ある夜、ハートはキングスフィールド教授から自宅での懇親会に招かれるが、そこにはスーザンもいた。実はスーザンは教授の娘だったのだ。ハートは大きなショックを受け、スーザンが今まで偽名を使って自分をだましていたことを責める。スーザンはある法科の学生と結婚していたが、別れたと告白した。そんなことがあってからも2人は交際を重ねていく。
その後、ハートとフォードは最終試験に向けての試験勉強に没頭するが、ケヴィンは妻アシュレーとのいさかいがひどくなり、脱落してしまう。そして、最終試験も無事終わり、ハートはキングスフィールド教授のところに挨拶に行く。だが、教授の反応は意外なものだった。

## キャスト
| 役名                                  | 俳優                   | 日本語吹替                                                   |
| 役名                                  | 俳優                   | TBS版                                                        |
| ------------------------------------- | ---------------------- | ------------------------------------------------------------ |
| ジェームズ・T・ハート                 | ティモシー・ボトムズ   | 柴田侊彦                                                     |
| スーザン・フィールズ                  | リンゼイ・ワグナー     | 田島令子                                                     |
| チャールズ・W・キングスフィールド教授 | ジョン・ハウスマン     | 鈴木瑞穂                                                     |
| フランクリン・フォード3世             | グレアム・ベッケル     | 日高晤郎                                                     |
| トーマス・クレイグ・アンダーソン      | エドワード・ハーマン   | 青野武                                                       |
| オコナー                              | ロバート・リディアード | 田中秀幸                                                     |
| 不明 その他                           |                        | 柴田昌 兼本新吾 弥永和子 野島昭生 石原由紀子 若本紀昭 牛山茂 |
|                                       |                        |                                                              |
| 演出                                  | 演出                   | 田島荘三                                                     |
| 翻訳                                  |                        |                                                              |
| 効果                                  |                        |                                                              |
| 調整                                  | 調整                   | 杉原日出弥                                                   |
| 制作                                  | 制作                   | トランスグローバル                                           |
| 解説                                  | 解説                   | 荻昌弘                                                       |
| 初回放送                              | 初回放送               | 1978年7月17日 『月曜ロードショー』                           |

※吹替はDVDに収録。

## 受賞
- 第46回アカデミー助演男優賞（ジョン・ハウスマン）[1]
- 第31回ゴールデングローブ賞 映画部門 助演男優賞（ジョン・ハウスマン）[2]
- 第45回ナショナル・ボード・オブ・レビュー賞 助演男優賞（ジョン・ハウスマン）[3]